# Plioplatecarpinae
Plioplatecarpinés
Sous-famille
Genres de rang inférieur
Synonymes
- Plioplatecarpidae Dollo, 1884[3]
- Platecarpinae Williston, 1897[4]

Les Plioplatecarpinae (plioplatecarpinés en français) sont une sous-famille éteinte de mosasauridés ayant vécu durant le Crétacé supérieur et dont les fossiles ont été trouvés sur tous les continents, avec des occurrences discutables en Australie. Il s'agit de mosasaures de taille petite à moyenne qui auraient été relativement rapides et agiles par rapport aux mosasaures d'autres sous-familles. Les plus vieux plioplatecarpinés datent au Turonien et sont parmi les plus anciens mosasaures connus, le clade persistant tout au long du Maastrichtien, sur une période s'étalant sur 24 millions d'années. La sous-famille a apparemment été fortement affectée lors d'un événement d'extinction de mosasaures du Campanien moyen qui est mal compris, et les représentants du groupe semblent avoir été confrontés à la concurrence des mosasaurinés au cours du Maastrichtien, entraînant une baisse du nombre et de leur diversité.

## Description

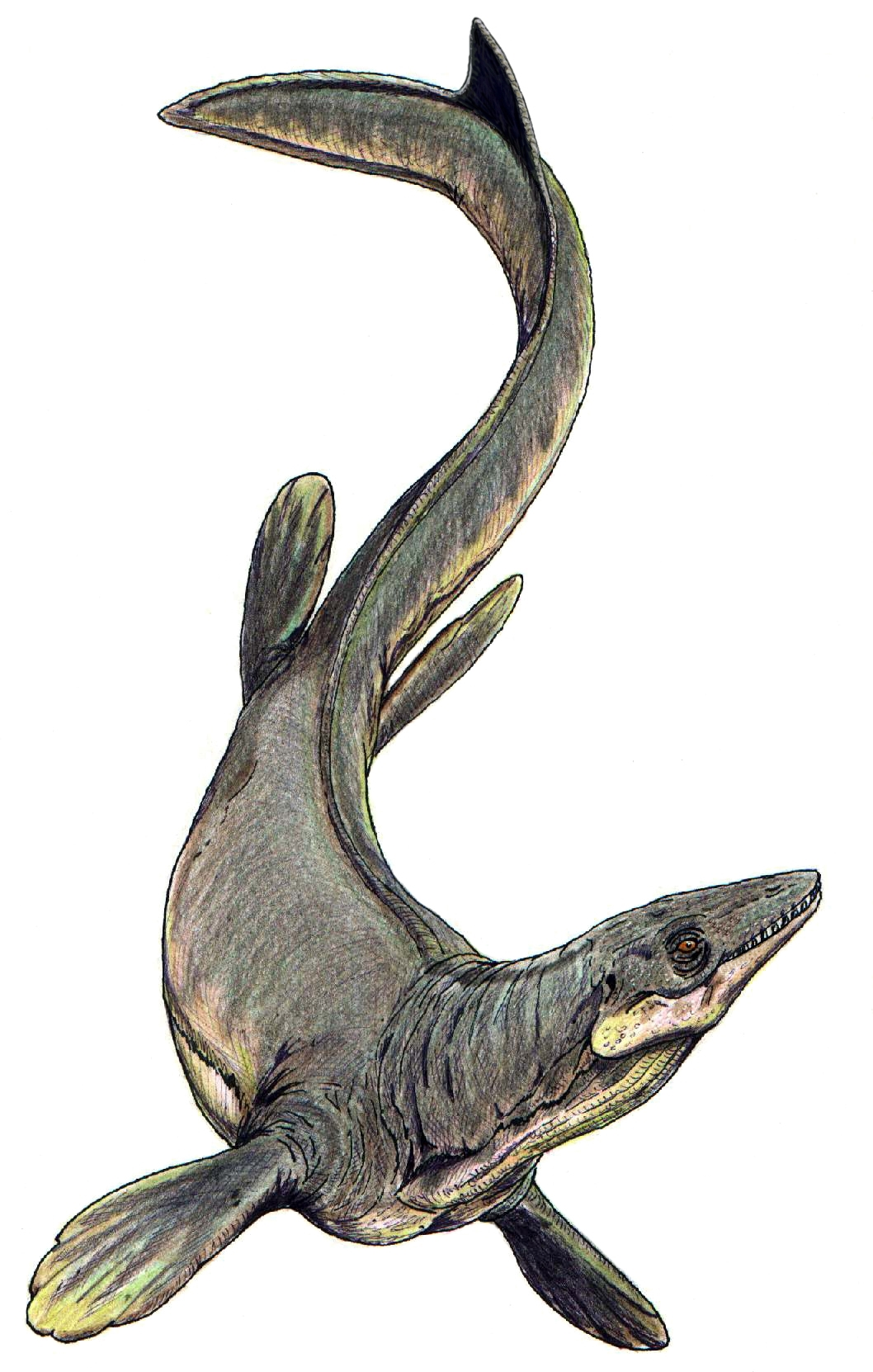
Reconstruction de Plioplatecarpus sp..

En général, les plioplatecarpinés ont des formes à crâne court et à corps court et figurent parmi les mosasaures nageurs les plus puissants. Certains genres sont comparés aux pinnipèdes dans leur agilité. La plupart des formes auraient probablement des piscivores, bien que les céphalopodes aient évidemment constitué une partie importante du régime alimentaire des plioplatecarpinés. Des formes plus grandes peuvent également s'être nourries de reptiles marins plus petits. Au moins un genre a développé des dents broyeuses robustes adaptées à l'alimentation de crustacés. Les plioplatecarpinés sont des mosasaures de taille moyenne allant d'environ 2,5 à 7,5 m de long.

## Classification
Dans son article qu'il publie en 1884, Louis Dollo érige la famille des Plioplatecarpidae pour inclure Plioplatecarpus et le classe dans le sous-ordre des Mosasauria, tout en le distinguant des Mosasauridae. En 1897, Samuel Wendell Williston érige la sous-famille des Platecarpinae et faire inclure les genres Platecarpus, Plioplatecarpus, Taniwhasaurus, Prognatosaurus, Sironectes et Brachysaurus. En 1967, Dale Russell, constatant que la définition des deux taxons sont similaires, érige donc la sous-famille des Plioplatecarpinae en gardant les genres Platecarpus et Plioplatecarpus, les autres genres ayant été déplacés dans d'autres sous-familles ou s'avérant être synonymes, voire les deux,. Toujours dans son article, Russell érige deux tribus supplémentaires, les Plioplatecarpini et les Prognathodontini, mais ce dernier taxon sera déplacé vers les Mosasaurinae à partir de 1997. En 2005, un clade plus inclusif, Russellosaurina, fut créé afin d'inclure les sous-familles Tylosaurinae et Plioplatecarpinae et leur taxon frère contenant les genres Tethysaurus, Russellosaurus (en) et Yaguarasaurus.
Ci-dessous, un cladogramme basée selon Simões (d) et al. (2017)
|  | Angolasaurus bocagei                                                                         |
|  |                                                                                              |
|  | \| \| Selmasaurus johnsoni (en) \| \| \| \| \| \| Ectenosaurus clidastoides (en) \| \| \| \| |
|  |                                                                                              |
|  | Selmasaurus johnsoni (en)                                                                    |
|  |                                                                                              |
|  | Ectenosaurus clidastoides (en)                                                               |
|  |                                                                                              |

|  | Selmasaurus johnsoni (en)      |
|  |                                |
|  | Ectenosaurus clidastoides (en) |
|  |                                |

|  | Latoplatecarpus willistoni (en)                                              |
|  |                                                                              |
|  | \| \| Platecarpus tympaniticus \| \| \| \| \| \| Plioplatecarpus \| \| \| \| |
|  |                                                                              |
|  | Platecarpus tympaniticus                                                     |
|  |                                                                              |
|  | Plioplatecarpus                                                              |
|  |                                                                              |

|  | Platecarpus tympaniticus |
|  |                          |
|  | Plioplatecarpus          |
|  |                          |

|  | Latoplatecarpus willistoni (en)                                              |
|  |                                                                              |
|  | \| \| Platecarpus tympaniticus \| \| \| \| \| \| Plioplatecarpus \| \| \| \| |
|  |                                                                              |
|  | Platecarpus tympaniticus                                                     |
|  |                                                                              |
|  | Plioplatecarpus                                                              |
|  |                                                                              |

|  | Platecarpus tympaniticus |
|  |                          |
|  | Plioplatecarpus          |
|  |                          |

|  | Angolasaurus bocagei                                                                         |
|  |                                                                                              |
|  | \| \| Selmasaurus johnsoni (en) \| \| \| \| \| \| Ectenosaurus clidastoides (en) \| \| \| \| |
|  |                                                                                              |
|  | Selmasaurus johnsoni (en)                                                                    |
|  |                                                                                              |
|  | Ectenosaurus clidastoides (en)                                                               |
|  |                                                                                              |

|  | Selmasaurus johnsoni (en)      |
|  |                                |
|  | Ectenosaurus clidastoides (en) |
|  |                                |

|  | Latoplatecarpus willistoni (en)                                              |
|  |                                                                              |
|  | \| \| Platecarpus tympaniticus \| \| \| \| \| \| Plioplatecarpus \| \| \| \| |
|  |                                                                              |
|  | Platecarpus tympaniticus                                                     |
|  |                                                                              |
|  | Plioplatecarpus                                                              |
|  |                                                                              |

|  | Platecarpus tympaniticus |
|  |                          |
|  | Plioplatecarpus          |
|  |                          |

|  | Latoplatecarpus willistoni (en)                                              |
|  |                                                                              |
|  | \| \| Platecarpus tympaniticus \| \| \| \| \| \| Plioplatecarpus \| \| \| \| |
|  |                                                                              |
|  | Platecarpus tympaniticus                                                     |
|  |                                                                              |
|  | Plioplatecarpus                                                              |
|  |                                                                              |

|  | Platecarpus tympaniticus |
|  |                          |
|  | Plioplatecarpus          |
|  |                          |